# Proefsleuvenonderzoek

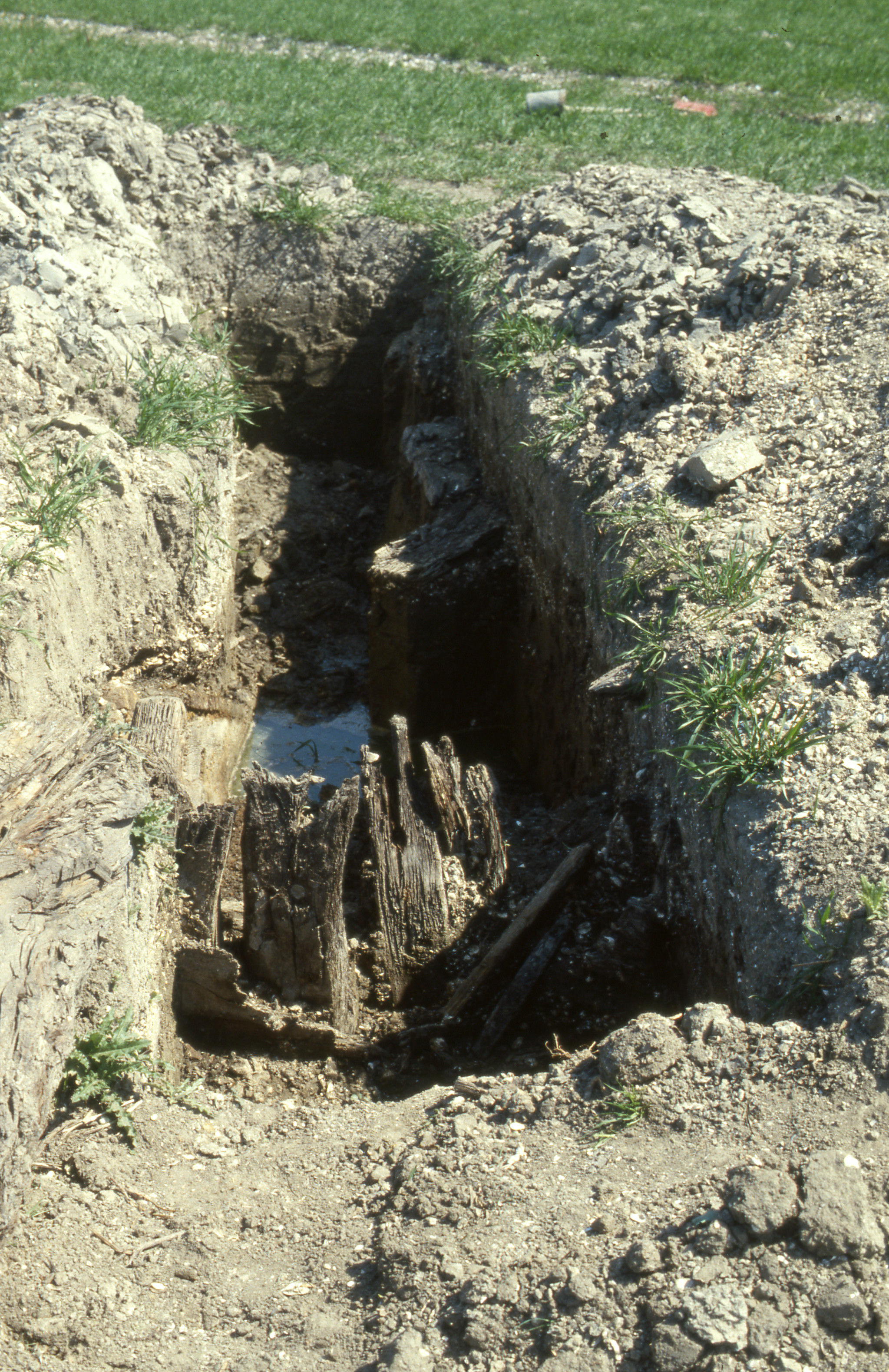
Een proefsleuf in Almere

Proefsleuvenonderzoek is een methode om door middel van het graven van sleuven tijdens archeologisch veldonderzoek inzicht te krijgen van de archeologische waarden in de ondergrond. Hierbij worden steekproefgewijs enkele rechthoekige sleuven opengelegd van bijvoorbeeld 10 bij 50 meter. Dit type onderzoek volgt doorgaans op bureauonderzoek en booronderzoek en wordt indien noodzakelijk gevolgd door een algehele opgraving. Proefsleuvenonderzoek wordt in de AMZ-cyclus genoemd in de inventariserende en waarderende fase en is de eerste stap van 'gravend onderzoek'.